# 19. Armee (Wehrmacht)
Die 19. Armee / Armeeoberkommando 19 (AOK 19) war eine Kommandobehörde des Heeres der Wehrmacht während des Zweiten Weltkrieges. Sie war Oberkommando jeweils wechselnder Armeekorps sowie zahlreicher Spezialtruppen.

## Geschichte
Die Armee wurde am 26. August 1943 durch Umwandlung des Generalkommandos LXXXIII. Armeekorps (zugleich Armeegruppe Felber) in Südfrankreich aufgestellt, erster Oberbefehlshaber war General der Infanterie Georg von Sodenstern. Ihr Zuständigkeitsbereich umfasste die gesamte französische Mittelmeerküste. Sie führte im September 1943 in ihrem Bereich die Maßnahmen des Falls Achse, betreffend das italienische Besatzungsgebiet in Südfrankreich, durch.
Im August 1944 musste sich die Armee nach der alliierten Landung in Südfrankreich durch das Rhonetal nach Norden zurückziehen. Teile blieben noch zur Verteidigung der Häfen Toulon und Marseille zurück, mussten aber schon nach wenigen Tagen kapitulieren. Von September bis November konnte die Armee ihre Stellungen in der Burgundischen Pforte (Belfort Gap) und in den Vogesen verteidigen, wurde aber dann durch Angriffe der französischen 1. Armee und der 7. US-Armee auf einen Brückenkopf im Elsass zurückgedrängt.
Während des Unternehmens Nordwind im Januar 1945 nahmen Teile der Armee an einem missglückten Versuch zur Rückeroberung Straßburgs teil. Nach der Einstellung des Unternehmens wurde der Brückenkopf im Elsass innerhalb von zwei Wochen zerschlagen. Bis Anfang April folgten Stellungskämpfe am Oberrhein, bis den Alliierten die Überschreitung des Flusses gelang.

Im April 1945 wurden die Verbände der 19. Armee nach der Landung der 1. französischen Armee Ende März 1945 bei Speyer größtenteils zersprengt, Teile versuchten, aus dem Schwarzwald nach Osten durchzubrechen: 
Weitere Teile wurden an die Nordalpen im Bereich Vorarlberg/Tirol zurückgedrängt, wo das Armeeoberkommando am 6. Mai kapitulierte.

## Oberbefehlshaber
- General der Infanterie Georg von Sodenstern – 26. August 1943 bis 28. Juni 1944
- General der Infanterie Friedrich Wiese – 29. Juni (Antritt erst am 2. Juli) bis 15. Dezember 1944
- General der Infanterie Siegfried Rasp – 15. Dezember 1944 bis 15. Februar 1945
- General der Infanterie Hermann Foertsch – 15. Februar bis 28. Februar 1945
- General der Infanterie Hans von Obstfelder – 1. März bis 26. März 1945
- General der Panzertruppe Erich Brandenberger – 26. März bis 6. Mai 1945

## Chefs des Generalstabs
- Generalleutnant Walter Botsch – 26. August 1943 bis 1. Januar 1945
- Oberst Kurt Brandstädter – 1. Januar bis 6. Mai 1945

## Gliederung

### Unterstellte Armeetruppen
- Höherer Artillerie-Kommandeur 321 (ab September 1944)
- Korps-Nachrichten-Abteilung 445 (ab Dezember 1943 Armee-Nachrichten-Abteilung 532)
- Kommandeur der Armee-Nachschubtruppen 445
- Kommandant des rückwärtigen Armeegebiets 536 (ab Dezember 1944)

### Unterstellte Armeekorps
| September 1943 | - Korps Knieß - IV. Luftwaffen-Feld-Korps                                                      |
| April 1944     | - Korps Knieß - IV. Luftwaffen-Feld-Korps - LXII. Reservekorps                                 |
| August 1944    | - LXXXV. Armeekorps z. b. V. - IV. Luftwaffen-Feld-Korps - LXII. Reservekorps                  |
| September 1944 | - LXXXV. Armeekorps z. b. V. - IV. Luftwaffen-Feld-Korps - LXIV. Armeekorps - LXVI. Armeekorps |
| Oktober 1944   | - LXXXV. Armeekorps z. b. V. - IV. Luftwaffen-Feld-Korps - LXIV. Armeekorps                    |
| Dezember 1944  | - LXIII. Armeekorps - LXXXX. Armeekorps - LXIV. Armeekorps                                     |
| Januar 1945    | - LXIII. Armeekorps - LXIV. Armeekorps - z. Vfg.: XIV. SS-Armeekorps, XVIII. SS-Armeekorps     |
| Februar 1945   | - XVIII. SS-Armeekorps - LXIV. Armeekorps                                                      |
| April 1945     | - XVIII. SS-Armeekorps - LXIV. Armeekorps - LXXX. Armeekorps                                   |

Zusätzlich unterstand der Armee ab Januar 1945 die sogenannte 24. Armee, die aber lediglich eine Scheinarmee war.